# John Hutchinson (Fußballspieler)
John Paul Hutchinson (* 29. Dezember 1979 in Morwell) ist ein ehemaliger maltesisch-australischer Fußballspieler.

## Karriere
Hutchinson begann Anfang 1997 im Seniorenbereich der Gippsland Falcons seine Karriere in der National Soccer League. Nach der Auflösung des Klubs am Ende der Saison 2000/01, wechselte er zum Northern Spirit FC, für den er bis zur Einstellung der NSL im Jahre 2004 spielte. In der Folge hielt er sich bei Manly United in der New South Wales Premier League fit, bevor er 2005 einen Vertrag bei den Central Coast Mariners für die neu geschaffene A-League unterzeichnete. 2006 und 2008 erreichten die Mariners jeweils im Meisterschaftsfinale. Während er 2006 bei der 0:1-Niederlage gegen den Sydney FC wegen einer Knieverletzung nicht mitwirken konnte, stand er 2008 beim 0:1 gegen die Newcastle United Jets auf dem Platz.
Obwohl in Australien geboren und aufgewachsen, debütierte er 29-jährig im Juni 2009 gegen Tschechien in der maltesischen Nationalmannschaft. Möglich wurde dies, da seine Großmutter aus Malta stammte, und vor mehreren Jahrzehnten nach Australien auswanderte.